# Flashdance… What a Feeling
«Flashdance… What a Feeling» — песня Айрин Кары, ставшая заглавной темой фильма «Танец-вспышка». Была выпущена в 1983 году лейблом Casablanca Records. Слова к песне были написаны Айрин Кара, музыкальное сопровождение — Джорджо Мородером. Он же выступил и продюсером композиции.
«Flashdance… What a Feeling» была выпущена 3 апреля 1983 года. Песня удостоена премии «Золотой глобус» за лучшую песню в рамках 40-й церемонии вручения наград премии «Золотой глобус», «Грэмми» в номинации «Лучшее женское вокальное поп-исполнение» и получила премию «Оскар» за лучшую оригинальную композицию.

## Информация
Песня заняла третью строчку в списке лучших синглов 1983 года на Billboard. В 2008 году песня заняла 26 строчку в списке лучших песен за всю историю Billboard Hot 100.
В Соединённом Королевстве песня провела одну неделю на второй строчке UK Singles Chart от 5 июля 1983 года.

## В массовой культуре
Джери Халлиуэлл для видеоклипа на песню «It’s Raining Men» и Дженнифер Лопес для клипа «I’m Glad» использовали хореографические номера из оригинального клипа.

## Чарты
| Чарт (1983-84)                             | Наивысшая позиция |
| ------------------------------------------ | ----------------- |
| Australian Singles Chart                   | 1                 |
| Austrian Singles Chart                     | 4                 |
| Belgian Singles Chart                      | 22                |
| Canadian Singles Chart                     | 1                 |
| Dutch Top 40                               | 13                |
| French Singles Chart                       | 1                 |
| German Singles Chart                       | 3                 |
| Irish Singles Chart                        | 2                 |
| Japan Singles Chart                        | 1                 |
| UK Singles Chart (Official Charts Company) | 2                 |
| US Billboard Hot 100                       | 1                 |
| Italy (Musica e Dischi)                    | 1                 |
| New Zealand Singles Chart                  | 1                 |
| Norway Singles Chart (VG-lista)            | 1                 |
| Polish Singles Chart                       | 21                |
| Swedish Singles Chart                      | 1                 |
| Swiss Singles Chart                        | 1                 |
| Spain (AFYVE)                              | 1                 |

## Версия DJ BoBo
В 2000 году швейцарский музыкант DJ BoBo совместно с Айрин Кара записал новую версию песни, названную «What a Feeling» и вошедшую в его альбом Planet Colors 2001 года. В 2002 году он перезаписал её для своего юбилейного сборника Celebration.
Песня исполнялась вживую во многих концертных турах DJ BoBo, включая «Celebration» в 2002 году и «KaleidoLuna» в 2019 году (совместно с Айрин).

### Чарты
| Чарт                 | Наивысшая позиция |
| -------------------- | ----------------- |
| Ö3 Austria Top 40    | 11                |
| Media Control Charts | 3                 |
| [ 21 ]               | 10                |
| Sverigetopplistan    | 2                 |

## Версия Global Deejays
«What a Feeling (Flashdance)» — второй сингл австрийской электронной группы Global Deejays с их дебютного альбома Network. Эта песня является кавер-версией хита «Flashdance… What a Feeling» из популярного фильма 1983 года «Танец-вспышка».
Название песни в разных версиях отличается — в версии Clubhouse Album Mix песня называется «What a Feeling (Flashdance)», а в альбомной версии просто «Flashdance».

### Чарты
| Чарты (2005)                     | Место |
| -------------------------------- | ----- |
| Austrian Singles Charts          | 14    |
| Australian ARIA Singles Chart    | 44    |
| Belgian (Flanders) Singles Chart | 28    |
| Belgian (Wallonia)Singles Chart  | 29    |
| Чехия (Rádio — Top 100)          | 48    |
| Dutch Singles Chart              | 35    |
| French Singles Chart             | 18    |
| German Singles Chart             | 16    |
| Russian Singles Chart            | 9     |
| Spanish Singles Chart            | 1     |
| Swiss Singles Chart              | 45    |
| Ukrainian Singles Chart          | 10    |